# Tournoi pré-olympique de la CAF 1983-1984
Navigation
Moscou 1980 Séoul 1988
Le tournoi pré-olympique de la CAF 1983-1984 a eu pour but de désigner les 3 nations qualifiées au sein de la zone Afrique pour participer au tournoi final de football, disputé lors des Jeux olympiques de Los Angeles en 1984,.
Le tournoi africain de qualifications pour les Jeux olympiques d’été de 1984 s’est déroulé sur trois tours entre le 3 mars 1983 et le 26 février 1984. Les trois qualifiés au tournoi olympique ont été déterminés, au terme d'un tour préliminaire et de trois rondes répartissant les 30 nations inscrites au départ, à l'issue d'un système à élimination directe disputé en match aller-retour, lors desquels la règle des buts marqués à l'extérieur est d'application pour le tour préliminaire ainsi que les deux tours suivants et, à l'occasion du dernier tour qualificatif, en jouant si nécessaire une prolongation de deux fois 15 minutes en cas d'égalité parfaite au score cumulé, car la règle des buts marqués à l'extérieur n'est cette fois plus de mise, ainsi qu'une séance de tirs au but si les deux équipes sont toujours à égalité à la fin des prolongations. Après le troisième tour, l'Égypte, le Cameroun et le Maroc se sont qualifiés pour le tournoi olympique.
Cette édition des Jeux fut marquée par le boycott d'une quinzaine de pays du bloc communiste, dont l'URSS, craignant pour leur sécurité mais également en réplique au boycott américain aux Jeux olympiques de Moscou quatre ans plus tôt. Plusieurs nations qualifiées à l'issue de ces éliminatoires ont ainsi cédé leur place et ont été remplacées par d'autres pays qui étaient normalement éliminés.

## Pays qualifiés
| Dates                             | Lieu      | Places | Qualifiés             |
| --------------------------------- | --------- | ------ | --------------------- |
| du 3 mars 1983 au 26 février 1984 | Itinérant | 3      | Égypte Cameroun Maroc |

## Format des qualifications
Dans le système à élimination directe avec des matches aller et retour, en cas d'égalité parfaite au score cumulé des deux rencontres, les mesures suivantes sont d'application :

- Lors des tours préliminaires, la règle des buts marqués à l'extérieur est en vigueur,
- Lors du dernier tour qualificatif, organisation de prolongations et, au besoin, d'une séance de tirs au but, si les deux équipes sont toujours à égalité au terme des prolongations.

## Résultats des qualifications

### Tour préliminaire
| Équipe 1   | Résultat | Équipe 2             | Aller | Retour |
| ---------- | -------- | -------------------- | ----- | ------ |
| Mauritanie | 2 - 6    | Gambie               | 1 - 3 | 1 - 3  |
| Mozambique | 3 - 0    | Lesotho              | 3 - 0 | 0 - 0  |
| Angola     | -        | Niger forfait        | -     | -      |
| Bénin      | -        | Sierra Leone forfait | -     | -      |
| Maurice    | -        | Madagascar forfait   | -     | -      |
| Ouganda    | -        | Congo forfait        | -     | -      |

#### Détail des rencontres
| 3 mars 1983 | Mauritanie | 1 - 3   | Gambie | Stade olympique Nouakchott, Mauritanie |
|             |            | (? - ?) |        |                                        |

| 6 mars 1983 | Mozambique | 3 - 0   | Lesotho | Estádio da Machava (en) Maputo, Mozambique |
|             |            | (? - ?) |         |                                            |

| 20 mars 1983 | Gambie | 3 - 1   | Mauritanie | Box Bar Stadium (en) Banjul, Gambie |
|              |        | (? - ?) |            |                                     |

| 20 mars 1983 | Lesotho | 0 - 0   | Mozambique | Setsoto Stadium Maseru, Lesotho |
|              |         | (0 - 0) |            |                                 |

|  | Angola | Q. - forfait | Niger |  |  |
|  |        |              |       |  |  |

|  | Bénin | Q. - forfait | Sierra Leone |  |  |
|  |       |              |              |  |  |

|  | Maurice | Q. - forfait | Madagascar |  |  |
|  |         |              |            |  |  |

|  | Ouganda | Q. - forfait | Congo |  |  |
|  |         |              |       |  |  |

### Premier tour
| Équipe 1   | Résultat | Équipe 2         | Aller | Retour |
| ---------- | -------- | ---------------- | ----- | ------ |
| Tunisie    | 4 - 1    | Gabon            | 3 - 0 | 1 - 1  |
| Kenya      | 1 - 2    | Libye            | 1 - 0 | 0 - 2  |
| Guinée     | 0 - 3    | Maroc            | 0 - 0 | 0 - 3  |
| Ouganda    | 4 - 4 E  | Algérie          | 4 - 1 | 0 - 3  |
| Mozambique | 0 - 3    | Zimbabwe         | 0 - 1 | 0 - 2  |
| Sénégal    | 4 - 0    | Bénin            | 2 - 0 | 2 - 0  |
| Soudan     | 1 - 2    | Égypte           | 0 - 0 | 1 - 2  |
| Gambie     | 0 - 3    | Ghana            | 0 - 2 | 0 - 1  |
| Nigeria    | 3 - 2    | Togo             | 2 - 1 | 1 - 1  |
| Angola     | 3 - 4    | Cameroun         | 1 - 1 | 2 - 3  |
| Éthiopie   | -        | Tanzanie forfait | -     | -      |
| Zambie     | -        | Maurice forfait  | -     | -      |

#### Détail des rencontres
| 17 avril 1983 | Tunisie                             | 3 - 0   | Gabon | Stade olympique d'El Menzah Tunis, Tunisie |                        |
| | Chebbi 44e · Dhiab 80e · Bayari 89e | (1 - 0) |       | Arbitrage : Salem Adel                     | Arbitrage : Salem Adel |
| Abdallah - Chargui ( Cheriti), Abderrazak Chehat, el-Ghoul, Chebbi, Zouaoui, Ben Yahia ( Rakbaoui) - Dhiab , Hsoumi - Bayari, Hergal | Équipes                             |         |       | Arbitrage : Salem Adel                     | Arbitrage : Salem Adel |

| 1er mai 1983                                                                                | Gabon       | 1 - 1 | Tunisie    | Stade d'Honneur Libreville, Gabon             |                                               |
|                                                                                             | Mboumba 79e | (0 - 1) | Hergal 38e | Spectateurs : 30 000 Arbitrage : Bernard Grah | Spectateurs : 30 000 Arbitrage : Bernard Grah |
| Angoué - Doucka, Sossa, ?, ? - Délicat (en), Foundoux ( Mboumba), Jair, Malima - Makanga, ? | Équipes     | Abdallah - Chargui ( Ben Neji (en)), Abderrazak Chehat, Chebbi - Hsoumi, Kanzari, Cheriti, el-Ghoul ( Bougdar), Dhiab - Bayari, Hergal |            | Spectateurs : 30 000 Arbitrage : Bernard Grah | Spectateurs : 30 000 Arbitrage : Bernard Grah |

| 8 mai 1983 | Kenya | 1 - 0   | Libye | Nairobi City Stadium (en) Nairobi, Kenya |
|            |       | (? - ?) |       |                                          |

| 15 mai 1983 | Guinée  | 0 - 0                                                                                 | Maroc | Stade du 28-Septembre Conakry, Guinée |                      |
|             |         | (0 - 0)                                                                               |       | Spectateurs : 25 000                  | Spectateurs : 25 000 |
|             | Équipes | Zaki - Lamriss, Laâbd, el-Biyaz, Bouyahyaoui - Souadi, Timoumi , ?, ? - Bouderbala, ? |       | Spectateurs : 25 000                  | Spectateurs : 25 000 |

| 22 mai 1983 | Libye | 2 - 0   | Kenya | Stade du 11 Juin Tripoli, Libye |
|             |       | (? - ?) |       |                                 |

| 28 mai 1983                                                                                     | Ouganda                                       | 4 - 1 | Algérie  | Stade Nakivubo Kampala, Ouganda                    |                                                    |
|                                                                                                 | Kateregga 4e · Omondi 53e 89e · Ssekatawa 88e | (1 - 0) | Yahi 82e | Spectateurs : 30 000 Arbitrage : Mustafa el-Bedawi | Spectateurs : 30 000 Arbitrage : Mustafa el-Bedawi |
| Tebusweke - Katumba, Latigo, Ssekatawa, Lucha - Mugambe, ? , ? - Kateregga, Hasule (en), Omondi | Équipes                                       | Drid - Merzekane, Guendouz, Belkheïra, Kouici - Djefdjef ( Maïche), Yahi, Belloumi - Menad ( Bouiche), Madjer, Bensaoula |          | Spectateurs : 30 000 Arbitrage : Mustafa el-Bedawi | Spectateurs : 30 000 Arbitrage : Mustafa el-Bedawi |

| 29 mai 1983                                                                                    | Maroc    | 3 - 0   | Guinée | Stade Mohammed-V Casablanca, Maroc |  |
|                                                                                                | Krimau ? | (? - ?) |        |                                    |  |
| Zaki - Lamriss, Laâbd, el-Biyaz, Bouyahyaoui - Souadi, ? , ?, El Haddaoui - Bouderbala, Krimau | Équipes  |         |        |                                    |  |

| 29 mai 1983 | Mozambique | 0 - 1   | Zimbabwe | Estádio da Machava (en) Maputo, Mozambique |
|             |            | (? - ?) |          |                                            |

| 29 mai 1983 | Sénégal | 2 - 0   | Bénin | Stade Demba-Diop Dakar, Sénégal |
|             |         | (? - ?) |       |                                 |

| 4 juin 1983 | Soudan  | 0 - 0 | Égypte | Stade municipal Khartoum, Soudan |
|             |         | (0 - 0) |        |                                  |
|             | Équipes | el-Batal - el-Badry, Awadallah (en), Hammam (en) - Abdelghani, Mokhtar (en) ( Radwan), el-Sayed, Gharib, Soliman (en) - el-Khatib, Hazem ( Nouh) |        |                                  |

| 10 juin 1983 | Algérie                                           | 3 - 0                                                                                          | Ouganda | Stade du 5-Juillet-1962 Alger, Algérie             |                                                    |
| | Madjer 49e (pen.) · Bensaoula 64e · Bencheikh 77e | (0 - 0)                                                                                        |         | Spectateurs : 34 000 Arbitrage : Hafedh ben Hamida | Spectateurs : 34 000 Arbitrage : Hafedh ben Hamida |
| Baghloul - Serrar, Merzekane, Belkheïra, Kouici - Bencheikh, Fergani, Belloumi ( Menad) - Bousri, Madjer, Bensaoula | Équipes                                           | Tebusweke - Katumba, Latigo, Ssekatawa, Lucha - Mugambe, ?, ? - Kateregga, Hasule (en), Omondi |         | Spectateurs : 34 000 Arbitrage : Hafedh ben Hamida | Spectateurs : 34 000 Arbitrage : Hafedh ben Hamida |

| 12 juin 1983 | Zimbabwe | 2 - 0   | Mozambique | Rufaro Stadium (en) Harare, Zimbabwe |
|              |          | (? - ?) |            |                                      |

| 12 juin 1983 | Bénin | 0 - 2   | Sénégal | Stade de l’Amitié Cotonou, Bénin |
|              |       | (? - ?) |         |                                  |

| 26 juin 1983 | Gambie | 0 - 2   | Ghana | Box Bar Stadium (en) Banjul, Gambie |
|              |        | (? - ?) |       |                                     |

| 9 juillet 1983                                                          | Nigeria     | 2 - 1   | Togo | Liberty Stadium Ibadan, Nigeria |  |
|                                                                         | Adeshina ?? | (? - ?) |      |                                 |  |
| Rufai - Keshi, ?, ? - Igwilo, Okpala, Nwosu, Adeshina - Osuji, Odegbami | Équipes     |         |      |                                 |  |

| 10 juillet 1983 | Ghana | 1 - 0   | Gambie | Accra Sports Stadium Accra, Ghana |
|                 |       | (? - ?) |        |                                   |

| 10 juillet 1983 | Angola | 1 - 1   | Cameroun | Estádio da Cidadela Luanda, Angola |
|                 |        | (? - ?) |          |                                    |

| 24 juillet 1983 | Togo    | 1 - 1                                                                   | Nigeria     | Stade Municipal (en) Lomé, Togo |  |
|                 |         | (? - ?)                                                                 | Adeshina ?? |                                 |  |
|                 | Équipes | Agbonavbare - Edward, Keshi, ?, ? - Adeshina, Nwosu, ?, ? - Odegbami, ? |             |                                 |  |

| 24 juillet 1983 | Cameroun | 3 - 2   | Angola | Stade Ahmadou-Ahidjo Yaoundé, Cameroun |
|                 |          | (? - ?) |        |                                        |

| 29 juillet 1983                                                                                               | Égypte                           | 2 - 1   | Soudan | Arab Contractors Stadium Le Caire, Égypte |  |
| | el-Khatib 12e · Soliman (en) 55e | (? - ?) |        |                                           |  |
| el-Batal - Yassin, ?, ? - Abdelghani, Gharib, Abouzaid ( Mokhtar (en)), Abdel Wahed - Soliman (en), el-Khatib | Équipes                          |         |        |                                           |  |

|  | Éthiopie | Q. - forfait | Tanzanie |  |  |
|  |          |              |          |  |  |

|  | Zambie | Q. - forfait | Maurice |  |  |
|  |        |              |         |  |  |

### Deuxième tour
| Équipe 1 | Résultat | Équipe 2        | Aller | Retour |
| -------- | -------- | --------------- | ----- | ------ |
| Maroc    | 2 - 1    | Sénégal         | 1 - 0 | 1 - 1  |
| Zimbabwe | 3 - 3 E  | Éthiopie        | 3 - 2 | 0 - 1  |
| Zambie   | 1 - 2    | Égypte          | 1 - 0 | 0 - 2  |
| Libye    | 2 - 3    | Algérie         | 2 - 1 | 0 - 2  |
| Nigeria  | 2 - 1    | Ghana           | 0 - 0 | 2 - 1  |
| Cameroun | -        | Tunisie forfait | -     | -      |

#### Détail des rencontres
| 25 septembre 1983 | Maroc | 1 - 0   | Sénégal | Stade Mohammed-V Casablanca, Maroc |
|                   |       | (? - ?) |         |                                    |

| 2 octobre 1983 | Zimbabwe | 3 - 2   | Éthiopie | Rufaro Stadium (en) Harare, Zimbabwe |
|                |          | (? - ?) |          |                                      |

| 9 octobre 1983 | Sénégal | 1 - 1   | Maroc | Stade Demba-Diop Dakar, Sénégal |
|                |         | (? - ?) |       |                                 |

| 9 octobre 1983 | Zambie  | 1 - 0 | Égypte | Independence Stadium (en) Lusaka, Zambie |
|                |         | (? - ?) |        |                                          |
|                | Équipes | el-Shahat (en) - Sedki, Awadallah (en), Hammam (en), Yassin - Abdelghani, Gharib, Abouzaid ( Mokhtar (en)), Nabil (en) - Soliman (en), Nasef |        |                                          |

| 14 octobre 1983 | Libye                                | 2 - 1 | Algérie      | Stade du 11 Juin Tripoli, Libye         |                                         |
| | Miliani 53e · el-Marghani 71e (pen.) | (0 - 0) | Tlemçani 83e | Spectateurs : 30 000 Arbitrage : Kakalo | Spectateurs : 30 000 Arbitrage : Kakalo |
| al-Kouafi - al-Beshari, Sola, al-Maghribi, el-Ghadi - al-Issawi, Miliani ( Laghziri) - Ibrahim, el-Madani, el-Marghani | Équipes                              | Ait Mouhoub - Serrar, Merzekane, Belkheïra, Kouici - Bencheikh, Tlemçani, Belloumi ( Yahi) - Madjer, Assad, Bensaoula |              | Spectateurs : 30 000 Arbitrage : Kakalo | Spectateurs : 30 000 Arbitrage : Kakalo |

| 15 octobre 1983 | Nigeria | 0 - 0   | Ghana | Ahmadu Bello Stadium Kaduna, Nigeria |
| |         | (0 - 0) |       |                                      |
| Rufai - Kingsley, Sofoluwe (en), Edosege, Edward - F. Yekini ( Baba Ali), Igwilo, Adeshina, Sunday - Osuji, Ehilegu ( Odegbami) | Équipes |         |       |                                      |

| 16 octobre 1983 | Éthiopie | 1 - 0   | Zimbabwe | Stade Haïlé Sélassié Addis-Abeba, Éthiopie |
|                 |          | (? - ?) |          |                                            |

| 28 octobre 1983 | Algérie                      | 2 - 0 | Libye | Stade du 5-Juillet-1962 Alger, Algérie        |                                               |
| | Belloumi 16e · Merzekane 71e | (1 - 0) |       | Spectateurs : 48 850 Arbitrage : Karim Camara | Spectateurs : 48 850 Arbitrage : Karim Camara |
| Baghloul - Merzekane, Belkheïra, Kouici, Kourichi - Bencheikh, Djefdjef, Zidane, Yahi, Belloumi ( Bensaoula) - Assad | Équipes                      | al-Kouafi - al-Beshari, Sola, al-Maghribi, el-Ghadi - al-Issawi, Jihani, Miliani ( Laghziri) - Sherif, Ibrahim, el-Madani |       | Spectateurs : 48 850 Arbitrage : Karim Camara | Spectateurs : 48 850 Arbitrage : Karim Camara |

| 29 octobre 1983 | Égypte                         | 2 - 0   | Zambie | Nasser Stadium Le Caire, Égypte |  |
| | el-Khatib 1re · Abdelghani 82e | (1 - 0) |        |                                 |  |
| el-Batal - Sedki ( Shehata), Awadallah (en), Hammam (en), Yassin, Abdelghani, Mokhtar (en), Abouzaid, Soliman (en), el-Khatib, Hazem ( Nasef) | Équipes                        |         |        |                                 |  |

| 30 octobre 1983 | Ghana   | 1 - 2 | Nigeria                | Accra Sports Stadium Accra, Ghana |  |
|                 |         | (? - ?) | Ehilegu ? · Omughele ? |                                   |  |
|                 | Équipes | Rufai - Kingsley, Sofoluwe (en), Edward, Keshi - Edobor, Adeshina, Igwilo - R. Yekini ( Omughele), Ehilegu, Yusuf |                        |                                   |  |

|  | Cameroun | Q. - forfait | Tunisie |  |  |
|  |          |              |         |  |  |

### Troisième tour
| Équipe 1 | Résultat      | Équipe 2 | Aller | Retour              |
| -------- | ------------- | -------- | ----- | ------------------- |
| Algérie  | 1 - 2         | Égypte   | 1 - 1 | 0 - 1               |
| Cameroun | 5 - 1         | Éthiopie | 4 - 0 | 1 - 1               |
| Nigeria  | 0 - 0 (3 - 4) | Maroc    | 0 - 0 | 0 - 0 ap (3 - 4)tab |

#### Détail des rencontres
| 6 janvier 1984 | Algérie       | 1 - 1   | Égypte             | Stade du 5-Juillet-1962 Alger, Algérie         |                                                |
|                | Bensaoula 1re | (1 - 0) | Awadallah (en) 39e | Spectateurs : 38 250 Arbitrage : Ali Bennaceur | Spectateurs : 38 250 Arbitrage : Ali Bennaceur |

| 22 janvier 1984 | Cameroun | 4 - 0   | Éthiopie | Stade Ahmadou-Ahidjo Yaoundé, Cameroun |
|                 |          | (? - ?) |          |                                        |

| 11 février 1984 | Éthiopie | 1 - 1   | Cameroun | Stade Haïlé Sélassié Addis-Abeba, Éthiopie |
|                 |          | (? - ?) |          |                                            |

| 11 février 1984 | Nigeria | 0 - 0   | Maroc | Surulere Stadium Lagos, Nigeria |
|                 |         | (0 - 0) |       |                                 |

| 17 février 1984 | Égypte         | 1 - 0   | Algérie | Nasser Stadium Le Caire, Égypte                          |                                                          |
|                 | Nabil (en) 57e | (0 - 0) |         | Spectateurs : 120 000 Arbitrage : Cheikh D'Jibril M'Baye | Spectateurs : 120 000 Arbitrage : Cheikh D'Jibril M'Baye |

| 26 février 1984 | Maroc             | 0 - 0 a. p.    | Nigeria | Stade Mohammed-V Casablanca, Maroc |
|                 |                   | (0 - 0, 0 - 0) |         |                                    |
|                 | Tirs au but 4 - 3 |                |         |                                    |